# Super Victor
Super Victor fue la Mascota oficial de la Eurocopa Francia 2016.

## Nombre
La mascota fue presentada durante el partido amistoso Francia-Suecia 18 de noviembre de 2014 en Marsella y unas horas antes en las redes sociales. El no tenía para ese entonces ningún nombre hasta el 30 de noviembre de 2014, se conocería el nombre en el programa Telefoot en TF1. Para elegir el nombre de la mascota, los usuarios de Internet que deseaban participar en la votación tuvieron 3 opciones: Driblou, Goalix y Super Victor. Este último fue elegido con el 48% de los votos contra el 27% para Goalix y el 25% para Driblou. Según el comité organizador, Super Victor simboliza, por un lado, la victoria, y por otro lado, los superhéroes. Además, Super Victor es un nombre internacional.

## Características
Super Victor tiene una capa roja, zapatos mágicos y una pelota que encontró en una caja mágica mientras jugaba al fútbol con sus amigos. Tiene el poder de volar e inventar nuevos movimientos de fútbol. Su misión es brindar alegría y buen humor a todos los fanáticos de todo el mundo. Fue creado por la agencia de diseño francés Zebrand. Mientras que la agencia Big Company de Lyon hizo la animación de Super Victor.
- Datos: Q18720387